# Mercedes-Benz Vario
Pour les articles homonymes, voir Vario.
Le Mercedes-Benz Vario est un grand fourgon (ou un camion léger) fabriqué par Mercedes-Benz du 11 juillet 1996 au 27 septembre 2013. À l'origine, il fut lancé en 1986 sous le nom de Mercedes-Benz T2, et n'adopta le nom de Vario qu'en 1996 à la suite d'un nouveau visage.
Il existe en une multitude de versions et châssis différents, du simple fourgon au camion-benne, en passant par des modèles particuliers, telle la version blindée de transport de fonds.

## Histoire
Après 17 ans de production, 90.743 Vario sont sortis des chaînes de Ludwigsfelde auxquels il convient d'ajouter les 138.407 T2 fabriqués dans les usines de Ludwigsfelde et de Düsseldorf.
- 1986 : lancement du T2 à l'usine de Düsseldorf
- 1991/92 : la production du T2 est transférée à Ludwigsfelde. La production démarre le 06/09/1991
- 1993 : début du développement du Mercedes-Benz Vario
- 1996 : le premier Vario quitte les chaînes de production le 11 juillet 2006 : modification de la chaîne cinématique et de l'habitacle
- 2013 : fabrication du dernier Vario le 27 septembre[3], car non conforme à la nouvelle norme Euro VI.

Mais après plus d'un quart de siècle, le Vario a atteint ses limites. La réglementation européenne sur le permis de conduire, autorisant la conduite avec un permis B pour les véhicules de moins de 3,5 t uniquement, a progressivement réduit l'utilisation du Vario. Il aurait également fallu que le constructeur fasse de gros investissements pour mettre en conformité son moteur avec la nouvelle norme Euro VI. Avec à peine 3.000 unités produites par an, le Vario n'était pas en mesure de remplir ces critères.

## La version minibus
Le constructeur allemand a commercialisé un petit nombre de châssis motorisés nus à destination de carrossiers spécialisés pour minibus, notamment au carrossier espagnol Indcar qui réalisa quelques dizaines d'exemplaires de son modèle WING.
D'autres carrossiers ont également utilisé ce châssis comme les britanniques Optare et Plaxton.
Le nombre de châssis livrés n'est pas connu officiellement mais il ne doit pas être supérieur à 5.000 unités.